# Управление военной безопасности и разведки
Управление военной безопасности и разведки (хорв. Vojna sigurnosno-obavještajna agencija, сокращённо VSOA) — хорватская служба военной разведки при Вооружённых силах Хорватии. Образована в 2006 году после вступления в силу Закона о системе разведки и безопасности (хорв. Zakon o sigurnosno-obavještajnom sustavu). VSOA является подразделением министерства обороны Хорватии и предназначена для обеспечения планирования и осуществления поддержки министерству обороны и вооружённым силам в исполнении их обязанностей в области охраны жизнеспособности, суверенитета, независимости и территориальной целостности Республики Хорватии.
Директор Управления назначается и снимается с должности совместным решением президента и премьер-министра Хорватии.

## Задачи управления
Управление военной безопасности и разведки (VSOA) содействует министерству обороны и вооружённым силам Хорватии в защите родной страны, а именно в поддержании суверенитета, независимости и территориальной целостности Хорватии. Управление собирает, анализирует, обрабатывает и оценивает информацию о вооружённых силах и системах обороны других стран мира; о внешних воздействиях, которые могут повлиять на оборону и безопасность Хорватии; и о деятельности за границей, направленной на создание каких-либо угроз в отношении обороны и безопасности Хорватии. Действуя в пределах границ Республики Хорватия, Управление собирает разведывательные данные о деятельности конкретных людей, групп и организаций внутри страны, которые могут поставить под угрозу национальную обороноспособность. Помимо обнаружения и отслеживания подобной деятельности, Управление занимается предотвращением соответствующих действий.
В соответствии со статьями 26 и 33 Закона о системе разведки и безопасности, деятельность VSOA по тайному сбору информации может приводить к ограничению определённых лиц в конституционных правах и основных свободах — однако подобное допустимо только в тех случаях, если нет иной возможности получения необходимой информации. Подобные ограничительные меры применяются исключительно в отношении военнослужащих ВС Хорватии и сотрудников Министерства обороны Хорватии.

## Известные операции
В 2016 году Управление военной безопасности и разведки совместно с военной полицией Хорватии вело расследование многомиллионной сделки по ремонту и обслуживанию истребителей МиГ-21бис-Д ВВС Хорватии. За ремонт отвечала украинская государственная компания «Укрспецэкспорт», которая продала пять подобных истребителей хорватам. В том же году Бюро по борьбе с коррупцией и организованной преступностью Хорватии предъявило обвинения двум гражданам Хорватии — сотруднику Министерства обороны и сотруднику компании, занимавшейся ремонтом — в совершении действий, которые были направлены на подрыв обороноспособности страны. Как было установлено, пять самолётов МиГ-21 до 1998 года находились на вооружении ВВС Болгарии, прежде чем их купил для разбора на запчасти «Укрспецэкспорт», который перебил номера на истребителях, перекрасил их и продал Хорватии под видом модернизированной техники, в то время как Болгария формально оповестила НАТО об утилизации означенных самолётов. Помимо этих пяти истребителей, «Укрспецээкспорт» отремонтировал в 2014 году ещё семь истребителей МиГ-21, но вскоре из строя вышло большинство машин. Как писало издание Jutarnji list, существовала вероятность, что никакого ремонта не проводилось и что «Укрспецэкспорт» мог подделать документы, свидетельствовавшие о проведении ремонта. Рассмотрением дела занялся окружной суд Загреба в феврале 2018 года.

## Руководители
- генерал-майор Гордан Чачич[хорв.] (2006—2008)
- генерал-полковник Дарко Грдич[хорв.] (16 июля 2008 — 16 июля 2012)
- бригадный генерал Здравко Кланац[хорв.] (17 июля 2012 — 9 июля 2015)
- бригадный генерал Ивица Киндер (хорв. Ivica Kinder; 10 июля 2015 — 10 июля 2023)
- Анте Куюнджич (хорв. Ante Kujundžić; 11 июля — 10 августа 2023)
- бригадный генерал Иван Туркаль (хорв. Ivan Turkalj; 10 августа 2023 — н.в.)